# Osmunda banksiifolia
Osmunda banksiifolia är en safsaväxtart som först beskrevs av Presl, och fick sitt nu gällande namn av Oskar Kuhn. Osmunda banksiifolia ingår i släktet Osmunda och familjen Osmundaceae. Inga underarter finns listade.

## Bildgalleri

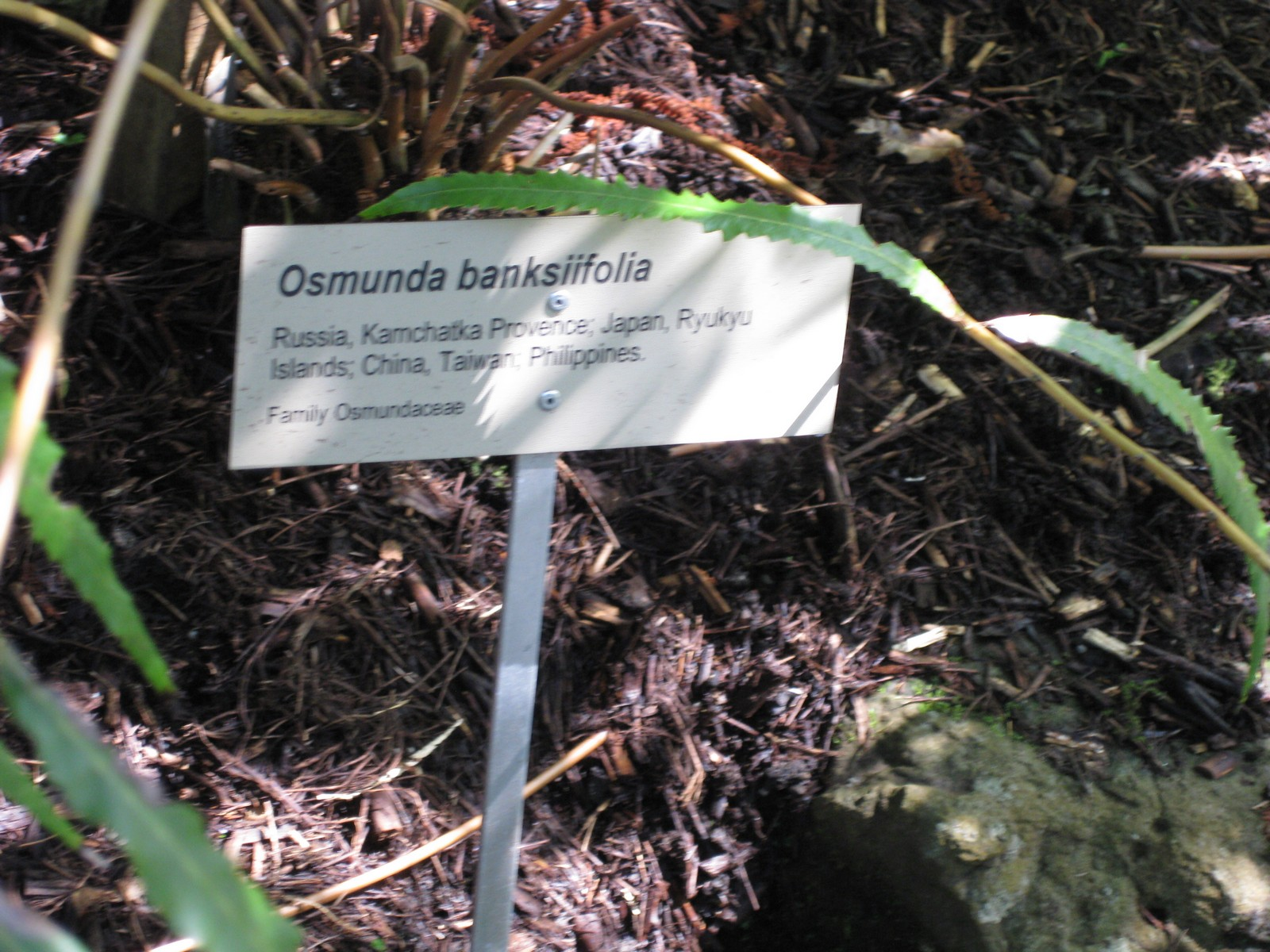